# Spartak Braho
Spartak Braho (Durazzo, 17 luglio 1951) è un politico albanese.

## Biografia
Si è laureato con la qualifica di giornalista nel 1974 presso la facoltà di Scienze politiche e giuridiche dell'Università di Tirana, laureandosi nuovamente nel 1981 presso la Facoltà di Giurisprudenza del medesimo ateneo come giurista. Ha lavorato come giudice e avvocato, insegnando tra il 2009 e il 2011 presso l'Università americana di Tirana.
Responsabile della sezione del Partito Socialista nella sua città natale dal 1991 al 2004, è stato poi eletto all'Assemblea dell'Albania nel 1997 e nel 2001 e poi nuovamente nel 2013 e nel 2017.